# Brampton Battalion
Brampton Battalion var ett kanadensiskt proffsjuniorishockeylag som spelade i Ontario Hockey League (OHL) mellan 1998 och 2013, de grundades dock officiellt den 3 december 1996. 2013 flyttades Battalion till North Bay i Ontario för att vara North Bay Battalion.
Laget spelade sina hemmamatcher i inomhusarenan Powerade Centre, som hade en publikkapacitet på 4 959 åskådare, i Brampton i Ontario. Battalion vann varken Memorial Cup eller J. Ross Robertson Cup, som är trofén som ges till det vinnande laget av OHL:s slutspel.
De fostrade spelare som bland andra Brent Burns, Sam Carrick, Mat Clark, Matt Duchene, Cory Emmerton, Barclay Goodrow, Jevgenij Gratjov, Jay Harrison, Rostislav Klesla, Kamil Kreps, Jay McClement, Tom McCollum, Nick Paul, Anthony Peluso, Bobby Sanguinetti, Jason Spezza, Raffi Torres och Wojtek Wolski.